# Diego Carlos
Diego Carlos Santos Silva, född 15 mars 1993, är en brasiliansk fotbollsspelare som spelar för Fenerbahçe.

## Karriär
I juni 2019 värvades Diego Carlos av Sevilla, där han skrev på ett femårskontrakt. Den 1 juni 2022 värvades Diego Carlos av Aston Villa, där han skrev på ett fyraårskontrakt.
Den 23 januari 2025 värvades Diego Carlos av turkiska Süper Lig-klubben Fenerbahçe, där han skrev på ett 3,5-årskontrakt.